# Caimito (kommun)
Caimito är en kommun i Colombia.   Den ligger i departementet Sucre, i den norra delen av landet, 500 km norr om huvudstaden Bogotá. Antalet invånare är 11 048. Arean är 407 kvadratkilometer.
Terrängen i Caimito är platt.